# Аршинцева, Елена Валентиновна
Еле́на Валенти́новна Арши́нцева (род. 5 апреля 1971, Саранск) — российская легкоатлетка, специалистка по спортивной ходьбе. Выступала за сборную России по лёгкой атлетике в 1990-х годах, обладательница бронзовой медали чемпионата Европы в помещении, многократная победительница и призёрка первенств всероссийского значения. Мастер спорта России международного класса. Преподаватель.

## Биография
Елена Аршинцева родилась 5 апреля 1971 года в городе Саранске Мордовской АССР. Выступала за добровольное спортивное общество «Спартак» и Профсоюзы.
Впервые заявила о себе в начале 1993 года, когда одержала победу в ходьбе на 5000 метров на зимнем чемпионате России в Москве и, попав в состав российской национальной сборной, выступила на чемпионате мира в помещении в Торонто, где в той же дисциплине стала пятой. Также была лучшей на дистанции 10 км на открытом зимнем чемпионате России по спортивной ходьбе в Адлере, стартовала на Кубке мира в Монтеррее. Летом выиграла 10 км на открытом чемпионате России в Чебоксарах, принимала участие в чемпионате мира в Штутгарте — с результатом 45:17 пришла здесь к финишу 12-й.
В 1994 году в ходьбе на 3000 метров была лучшей на чемпионате России в помещении в Липецке, взяла бронзу на чемпионате Европы в помещении в Париже. В дисциплине 10 км выиграла открытый чемпионат России в Ярославле, стала четвёртой на чемпионате Европы в Хельсинки.
В 1995 году на дистанции 10 км была лучшей на открытом зимнем чемпионате России в Адлере, тогда как на Кубке мира в Пекине получила дисквалификацию.
В 1998 году выиграла бронзовую медаль на открытом зимнем чемпионате России в Адлере, закрыла двадцатку сильнейших на Кубке Европы в Дудинце.
Завершила спортивную карьеру по окончании сезона 2000 года.
За выдающиеся спортивные достижения удостоена почётного звания «Мастер спорта России международного класса».